# L'Étoile (Jura)
L'Étoile és un municipi francès situat al departament del Jura i a la regió de Borgonya - Franc Comtat. L'any 2007 tenia 553 habitants.

## Demografia

### Població
El 2007 la població de fet de L'Étoile era de 553 persones. Hi havia 224 famílies de les quals 47 eren unipersonals (16 homes vivint sols i 31 dones vivint soles), 86 parelles sense fills, 75 parelles amb fills i 16 famílies monoparentals amb fills.
La població ha evolucionat segons el següent gràfic:
Habitants censats

### Habitatges
El 2007 hi havia 251 habitatges, 228 eren l'habitatge principal de la família, 9 eren segones residències i 14 estaven desocupats. 233 eren cases i 17 eren apartaments. Dels 228 habitatges principals, 184 estaven ocupats pels seus propietaris, 40 estaven llogats i ocupats pels llogaters i 4 estaven cedits a títol gratuït; 11 tenien dues cambres, 23 en tenien tres, 46 en tenien quatre i 148 en tenien cinc o més. 185 habitatges disposaven pel capbaix d'una plaça de pàrquing. A 79 habitatges hi havia un automòbil i a 134 n'hi havia dos o més.

### Piràmide de població
La piràmide de població per edats i sexe el 2009 era:
| Homes | Edats   | Dones |
| ----- | ------- | ----- |
| 0     | 95 o +  | 0     |
| 4     | 90 a 94 | 0     |
| 8     | 85 a 89 | 4     |
| 4     | 80 a 84 | 0     |
| 12    | 75 a 79 | 12    |
| 20    | 70 a 74 | 0     |
| 8     | 65 a 69 | 20    |
| 12    | 60 a 64 | 0     |
| 12    | 55 a 59 | 20    |
| 44    | 50 a 54 | 36    |
| 24    | 45 a 49 | 36    |
| 20    | 40 a 44 | 16    |
| 28    | 35 a 39 | 32    |
| 20    | 30 a 34 | 20    |
| 20    | 25 a 29 | 8     |
| 12    | 20 a 24 | 12    |
| 32    | 15 a 19 | 12    |
| 32    | 10 a 14 | 48    |
| 8     | 5 a 9   | 24    |
| 24    | 0 a 4   | 0     |

## Economia
El 2007 la població en edat de treballar era de 369 persones, 264 eren actives i 105 eren inactives. De les 264 persones actives 248 estaven ocupades (127 homes i 121 dones) i 16 estaven aturades (5 homes i 11 dones). De les 105 persones inactives 55 estaven jubilades, 37 estaven estudiant i 13 estaven classificades com a «altres inactius».

### Ingressos
El 2009 a L'Étoile hi havia 229 unitats fiscals que integraven 595,5 persones, la mediana anual d'ingressos fiscals per persona era de 21.433 €.

### Activitats econòmiques
Dels 23 establiments que hi havia el 2007, 3 eren d'empreses de fabricació d'altres productes industrials, 6 d'empreses de construcció, 3 d'empreses de comerç i reparació d'automòbils, 2 d'empreses de transport, 1 d'una empresa d'informació i comunicació, 2 d'empreses immobiliàries, 4 d'empreses de serveis i 2 d'entitats de l'administració pública.
Dels 8 establiments de servei als particulars que hi havia el 2009, 1 era un taller de reparació d'automòbils i de material agrícola, 1 autoescola, 2 guixaires pintors, 1 lampisteria, 1 electricista, 1 empresa de construcció i 1 agència immobiliària.
L'any 2000 a L'Étoile hi havia 21 explotacions agrícoles que ocupaven un total de 100 hectàrees.

## Equipaments sanitaris i escolars
El 2009 hi havia 1 escola maternal integrada dins d'un grup escolar amb les comunes properes formant una escola dispersa i 1 escola elemental.

## Poblacions més properes
El següent diagrama mostra les poblacions més properes.